# Times New Roman
Times New Roman is een schreef-lettertype, dat in de jaren 30 door Stanley Morison van Monotype voor het Britse dagblad The Times werd ontwikkeld.
Het lettertype was met een vrij grote x-hoogte ontworpen, en met Romeinse staartletters: j, g, p, q, y en ij,  die slechts weinig naar onder uitsteken. De staartletters hebben slechts weinig invloed op de leesbaarheid van een letter, maar korte staartletters zorgen er wel voor dat er veel meer tekst op een pagina kan worden gedrukt. Zo had de krant minder papier nodig.
Voor speciale doeleinden waren er wel matrijzen voor "long-descenders" of verlengde staartletters: g j p q y en de cursieve f, bij Monotype beschikbaar. Worden deze gebruikt, dan krijgt de letter een heel ander aanzien, en is er meer interlinie tussen de regels nodig.
De populariteit van dit lettertype in het "hete-lood-tijdperk" van de zetselgietmachines is vooral te danken aan het feit dat Monotype standaard een aantal matrijzenramen in verschillende corpsen met Series 327 bij elke zetselmachine meeleverde. Zodoende kreeg dit lettertype een enorme verspreiding.

## Geschiedenis

### Ontstaan van de letter

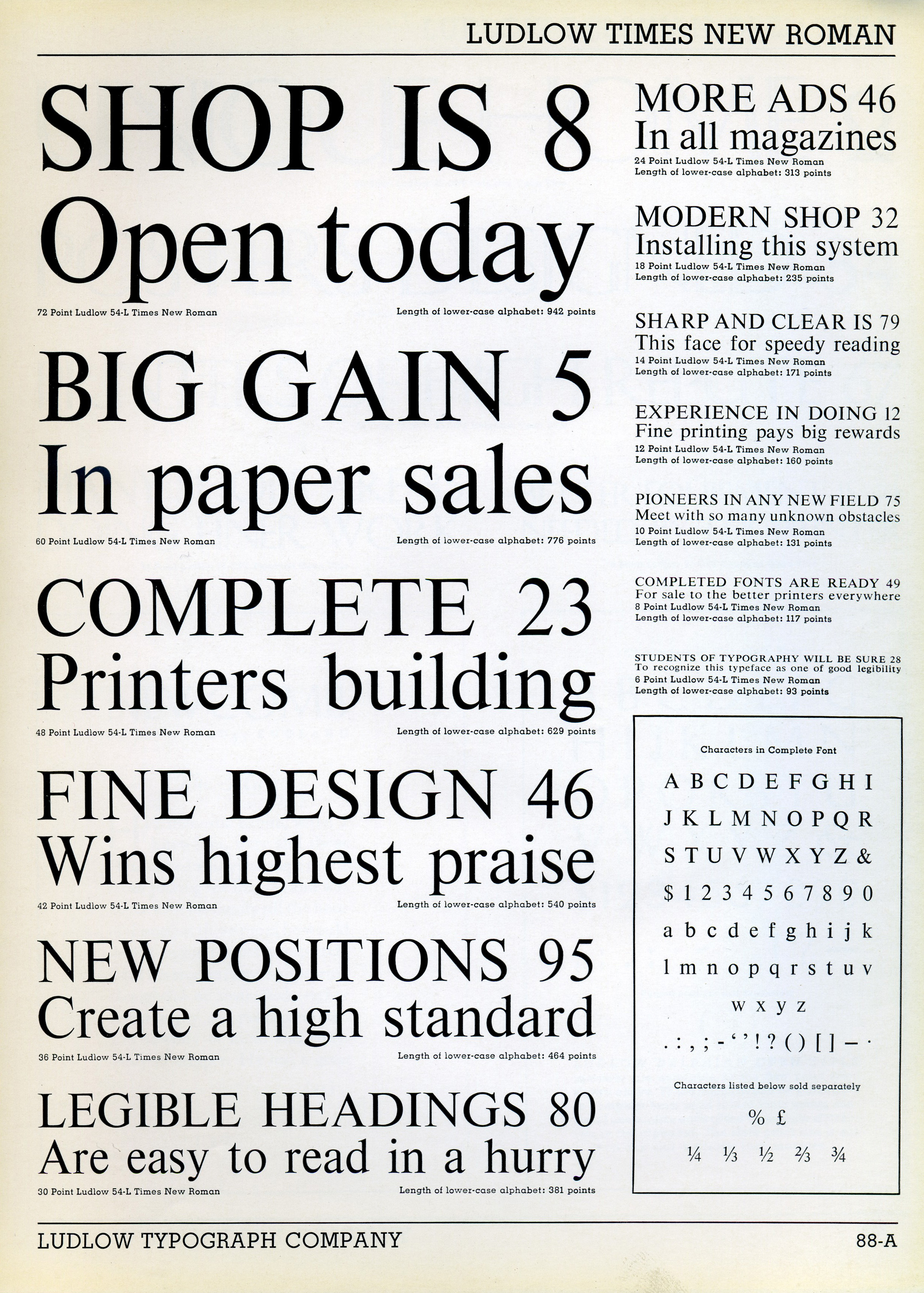
Vroeg ontwerp van Times New Roman voor de Ludlow

De voorloper van de Times New Roman was het letterype Roman Du Roi, ontworpen door Sebastian Truchet. Het idee dat er een nieuwe letter nodig was voor het Britse dagblad The Times ontstond in 1929. In het jaar daarop werden experimenten gedaan met lettertypen zoals Baskerville, Imprint, Plantin en Ionic. Van Perpetua werd speciaal voor dit doel een apart corps gesneden van waaruit een volledige pagina van de krant werd gezet. Morison, die op dat moment voor Printing House Square werkte, kwam met het plan om een volledig nieuw lettertype te ontwerpen. Zijn eerste schetsen werden verder door Victor Lardent uitgewerkt. Op grond van deze tekeningen werden door Monotype de punches gemaakt. Later werden deze door Linotype en Intertype voor hun eigen machines gekopieerd. 
De letter was beschikbaar in 5 corpsen: 5.5, 7, 8, 11 en 12 point pica. De kapitalen waren in drie variaties beschikbaar: Heavy Condensed, Light Wide en Heavy Wide. Behalve alle punches voor de letters, moesten nog veel andere tekens worden ontworpen: leestekens, accenten, speciale tekens voor advertenties etc. In totaal werden door Monotype ongeveer 14750 verschillende punches gesneden. Het eerste nummer in de nieuwe stijl kwam op 3 oktober 1932 uit. Alleen op de titelpagina werd voor de naam van de krant nog altijd Perpetua Titling gebruikt. Na de introductie werd deze letter 21 jaar lang door de krant gebruikt. Het lettertype werd ook voor publicaties gebruikt die door Printing House Square werden uitgebracht.

### Succes en verspreiding
Het lettertype was smal waardoor er veel tekst in de kolommen paste. Het werd in 1933 vrijgegeven en gebruikt voor een speciaal nummer van de Monotype Recorder, dat bij de Universiteit van Cambridge werd gedrukt. De universiteit gebruikte in 1939 Times New Roman ook voor een uitgave van de Statutes and Ordinaces, een tekst van ongeveer 400.000 woorden. Het feit dat op deze manier veel papier kon worden bespaard was daarbij een belangrijke overweging. Later werd de letter ook door Updike in gebruik genomen. Na het succes van de letter in Europa, werd het lettertype ook in Amerika geïntroduceerd. Zo werd Times New Roman sinds 1942 gebruikt in Collier's Magazine, de Woman's Home Compagnion en het American Magazin. In 1953 volgden twee kranten dit voorbeeld, de Sun-Times en de Chicago Daily Newspaper.
Door de staartletters zeer kort te houden, kon er ook meer tekst in de kolommen passen, want de regelafstand kan dan kleiner worden. Later zijn er door Monotype ook matrijzen gemaakt voor verlengde staartletters in vele korpsen.
Een bredere versie van het lettertype, die bij langere regels dan in een krantenkolom beter te lezen is, werd ontworpen. Een halfvette versie werd in 1936 in Cambridge gesneden voor een bijbeluitgave. Dit lettertype bleek ook heel geschikt om er woordenboeken en spoorboekjes mee te drukken.

## Het huidige gebruik van de letter
De populariteit op de computer komt doordat het lettertype door Microsoft bij diverse programma's wordt meegeleverd, bijvoorbeeld Microsoft Word. Tot Office 2007 was Times New Roman het standaardlettertype in Word, wat als gevolg had dat veel gebruikers het lettertype gebruikten.
Sinds 2004 worden in de Verenigde Staten alle diplomatieke documenten in Times New Roman afgedrukt. Vroeger werd hiervoor het monospace-lettertype Courier New gebruikt. De reden voor de verandering was dat men vond dat Times New Roman een modernere uitstraling had en beter leesbaar was.

## Laserprinters
Voor gebruik op laserprinters heeft Times New Roman vooral in de kleinere corpsgrootten (ruwweg < 10 punten) een nadeel. Bij het klassieke drukken wordt de inkt tijdens het drukken iets over de rand van de letter geduwd. Daardoor worden de lijntjes iets dikker. Bij het ontwerp van de loden versie van Times New Roman werd hier rekening mee gehouden door de lijntjes iets dunner te maken dan in het uiteindelijke drukwerk de bedoeling was. Deze versmalling van de lijntjes is niet evenredig met de lijndikte.
Daar een laserprinter dit overloopprobleem niet heeft, worden de dunne lijntjes bij de kleine corpsgroottes hier erg dun. Inkjetprinters hebben hier veel minder last van, doordat de inkt iets in het papier wordt gezogen.